# Zona de radiação

Uma ilustração da estrutura do Sol:
1. Núcleo
2. Zona radiativa
3. Zona de convecção
4. Fotosfera
5. Cromosfera
6. Coroa
7. Mancha solar
8. Grânulos
9. Proeminência

A zona de radiação ou zona radiativa é uma camada intermédia do interior do Sol ou de outras estrelas. A energia produzida no núcleo solar via nucleossíntese (processos de fusão nuclear) passa pela zona de radiação na forma de radiação eletromagnética como fótons. A energia é transportada principalmente para o exterior por meio de difusão radiativa e condução térmica, ao invés de convecção. A zona de radiação é tão densa que as ondas são refletidas facilmente em todas as direções, podendo não sair desta zona por milhões de anos (com uma média de 171 mil anos). A zona de radiação está imediatamente sob a zona de convecção, e acima do núcleo.
A matéria numa zona de radiação é tão densa que os fótons podem viajar apenas uma curta distância antes de serem absorvidos ou espalhados por outra partícula, mudando gradualmente para comprimentos de onda mais longos à medida que o fazem. Por esta razão, leva em média 171.000 anos para que os raios gama do núcleo do Sol deixem a zona de radiação. Nesta faixa, a temperatura do plasma cai de 15 milhões de K perto do núcleo para 1,5 milhões de K na base da zona de convecção.

## Gradiente de temperatura
Numa zona radiativa, o gradiente de temperatura—a mudança na temperatura (T) em função do raio (r)—é dado por:
{\displaystyle {\frac {{\text{d}}T(r)}{{\text{d}}r}}\ =\ -{\frac {3\kappa (r)\rho (r)L(r)}{(4\pi r^{2})(16\sigma _{B})T^{3}(r)}}}
onde κ(r) é a opacidade, ρ(r) é a densidade da matéria, L(r) é a luminosidade, e σB é a constante de Stefan–Boltzmann.  Dado que a opacidade (κ) e o fluxo de radiação (L) dentro de uma determinada camada de uma estrela são fatores importantes para determinar a eficácia da difusão radiativa no transporte de energia.  Uma alta opacidade ou alta luminosidade pode causar um alto gradiente de temperatura, que resulta de um fluxo lento de energia.  Aquelas camadas onde a convecção é mais eficaz do que a difusão radiativa no transporte de energia, criando assim um gradiente de temperatura mais baixo, tornar-se-ão zonas de convecção.
Esta relação pode ser derivada integrando primeira lei de Fick sobre a superfície de algum raio r, dando o fluxo total de energia de saída que é igual à luminosidade por conservação de energia:
{\displaystyle L=-4\pi \,r^{2}D{\frac {\partial u}{\partial r}}}
Onde D é o coeficiente de difusão dos fótons, e u é a densidade de energia.
A densidade de energia é relacionada à temperatura pela lei de Stefan–Boltzmann por:
{\displaystyle U={\frac {4}{c}}\,\sigma _{B}\,T^{4}}
Finalmente, como na teoria elementar do coeficiente de difusão em gases, o coeficiente de difusão D satisfaz aproximadamente:
{\displaystyle D={\frac {1}{3}}c\,\lambda }
onde λ é o percurso livre médio do fóton, e é o recíproco da opacidade κ.

## Modelo estelar de Eddington
Eddington assumiu a pressão P em uma estrela é uma combinação de uma pressão de gás ideal e pressão de radiação, e que existe uma razão constante, β, da pressão do gás para a pressão total.
Portanto, pela lei dos gases ideais:
{\displaystyle \beta P=k_{B}{\frac {\rho }{\mu }}T}
onde kB é a constante de Boltzmann e μ a massa de um único átomo (na verdade, um íon, já que a matéria é ionizada; geralmente um íon de hidrogênio, i.e., um próton).
Embora a pressão de radiação satisfaça:
{\displaystyle 1-\beta ={\frac {P_{\text{radiation}}}{P}}={\frac {u}{3P}}={\frac {4\sigma _{B}}{3c}}{\frac {T^{4}}{P}}}
de modo que T4 é proporcional a P por toda a estrela.
Isto dá a equação politrópica (com n=3):
{\displaystyle P=\left({\frac {3ck_{B}^{4}}{4\sigma _{B}\mu ^{4}}}{\frac {1-\beta }{\beta ^{4}}}\right)^{1/3}\rho ^{4/3}}
Usando a equação do equilíbrio hidrostático, a segunda equação torna-se equivalente a:
{\displaystyle -{\frac {GM\rho }{r^{2}}}={\frac {{\text{d}}P}{{\text{d}}r}}={\frac {16\sigma _{B}}{3c(1-\beta )}}T^{3}{\frac {{\text{d}}T}{{\text{d}}r}}}
Para transmissão de energia apenas por radiação, podemos usar a equação do gradiente de temperatura (apresentada na subseção anterior) para o lado direito e obter
{\displaystyle GM={\frac {\kappa L}{4\pi c(1-\beta )}}}
Assim, o modelo de Eddington é uma boa aproximação na zona de radiação, desde que κL/M é aproximadamente constante, o que é frequentemente o caso.

## Estabilidade contra convecção
A zona de radiação é estável contra a formação de células de convecção se o gradiente de densidade for alto o suficiente, de modo que um elemento que se move para cima tenha sua densidade reduzida (devido à expansão adiabática), menor que a queda na densidade de seu entorno, de modo que experimentará uma força resultante de flutuabilidade para baixo.
O critério para isso é:
{\displaystyle {\frac {{\text{d}}\,\log \,\rho }{{\text{d}}\,\log \,P}}>{\frac {1}{\gamma _{ad}}}}
onde P é a pressão, ρ a densidade e {\displaystyle \gamma _{ad}} é a relação de capacidade térmica.
Para um gás ideal homogêneo, isso é equivalente a:
{\displaystyle {\frac {{\text{d}}\,\log \,T}{{\text{d}}\,\log \,P}}<1-{\frac {1}{\gamma _{ad}}}}
Podemos calcular o lado esquerdo dividindo a equação do gradiente de temperatura pela equação que relaciona o gradiente de pressão com a aceleração da gravidade g:
{\displaystyle {\frac {{\text{d}}P(r)}{{\text{d}}r}}\ =\ g\rho \ =\ {\frac {G\,M(r)\,\rho (r)}{r^{2}}}}
M(r) sendo a massa dentro da esfera dE raio r, e é aproximadamente a massa total da estrela para um tamanho grande o suficiente r.
Isso dá a seguinte forma do critério de Schwarzschild para estabilidade contra convecção:
{\displaystyle {\frac {3}{64\pi \sigma _{B}\,G}}{\frac {\kappa \,L}{M}}{\frac {P}{T^{4}}}<1-{\frac {1}{\gamma _{ad}}}}
Observe que para gases não homogêneos este critério deve ser substituído pelo Critério de Ledoux, porque o gradiente de densidade agora também depende dos gradientes de concentração.
Para uma solução politropo com n=3 (como no modelo estelar de Eddington para zona de radiação), P é proporcional a T4 e o lado esquerdo é constante e igual a 1/4, menor que a aproximação de um gás monoatômico ideal para o lado direito resultando {\displaystyle 1-1/\gamma _{ad}=2/5}.  Isto explica a estabilidade da zona de radiação contra a convecção.
No entanto, com um raio suficientemente grande, a opacidade κ aumenta devido à diminuição da temperatura (pela lei de opacidade de Kramers), e possivelmente também devido a um menor grau de ionização nas camadas inferiores dos íons de elementos pesados.  Isto leva à violação do critério de estabilidade e à criação da zona de convecção; no Sol, a opacidade aumenta mais de dez vezes em toda a zona de radiação, antes que aconteça a transição para a zona de convecção.
Situações adicionais em que este critério de estabilidade não é cumprido:
- Grandes valores de {\displaystyle L(r)/M(r)}, a qual pode acontecer em direção ao centro do núcleo estelar, onde M(r) é pequeno, se a produção de energia nuclear atingir um pico forte no centro, como em estrelas relativamente massivas.  Assim, tais estrelas têm um núcleo convectivo.
- Um valor menor de {\displaystyle \gamma _{ad}}. Para gás semi-ionizado, onde aproximadamente metade dos átomos estão ionizados, o valor efetivo de {\displaystyle \gamma _{ad}} cai para 6/5,[8] resultando em {\displaystyle 1-1/\gamma _{ad}=1/6}.  Portanto, todas as estrelas têm zonas de convecção rasas perto das suas superfícies, a temperaturas suficientemente baixas onde a ionização é apenas parcial.

## Estrelas da sequência principal
Para estrelas da sequência principal—aquelas estrelas que estão gerando energia através de fusão termonuclear de hidrogênio no núcleo, a presença e localização de regiões radiativas dependem da massa da estrela.  Estrelas da sequência principal abaixo de 0,3 massas solares são inteiramente convectivas, o que significa que não possuem zona radiativa.  De 0,3 a 1,2 massas solares, a região ao redor do núcleo estelar é uma zona de radiação, separada da zona de convecção sobrejacente pelo tacoclina.  O raio da zona radiativa aumenta monotonicamente com a massa, com estrelas com aproximadamente 1,2 massas solares sendo quase inteiramente radiativas.  Acima 1,2 massas solares, a região central torna-se uma zona de convecção e a região sobrejacente é uma zona de radiação, com a quantidade de massa dentro da zona convectiva aumentando com a massa da estrela.

## O Sol
No Sol, a região entre o núcleo solar e 0,2 do raio do Sol e a zona de convecção externa a 0,71 do raio do Sol é referida como zona de radiação, embora o núcleo também seja uma região radiativa.  A zona de convecção e a sona de radiação são divididas pela tacoclina, outra parte do Sol.